# Logistiska tillväxtekvationen
Logistiska tillväxtekvationen är en differentialekvation, {\displaystyle y^{\prime }=k\,y\,(M-y)}, som beskriver en exponentiell tillväxt med ett takvärde. 
Den skiljer sig från rena exponentialfunktioner genom att tillväxthastigheten inte bara är proportionell mot {\displaystyle y} utan också mot faktorn {\displaystyle M-y}. {\displaystyle M} är det värde som utgör en övre gräns för {\displaystyle y}. 
{\displaystyle M-y} går mot 0 (noll) då {\displaystyle y} närmar sig {\displaystyle M}. Följaktligen går {\displaystyle y^{\prime }} mot 0 och tillväxten upphör. 
Lösningsformeln för att bestämma {\displaystyle y(x)} för denna typ av differentialekvation lyder enligt följande: 
{\displaystyle y={(Me^{kMx}})/({C+e^{kMx})}}
Där den logistiska tillväxtkonstanten {\displaystyle C} kan bestämmas med hjälp av ett startvillkor till problemet i fråga. 